# Waldemar Mühlbächer
Waldemar Mühlbächer (Mediaș, 25 settembre 1937 – Berlino, 3 luglio 2021) è stato un calciatore romeno naturalizzato tedesco orientale di ruolo centrocampista.